# Ivelisse Vélez
Pour les articles homonymes, voir Vélez.
Ivelisse Milagro Vélez (née le 21 septembre 1987 à Ponce) est une catcheuse (lutteuse professionnelle) portoricaine. Elle travaille actuellement dans diverses fédérations du circuit indépendant nord américain ainsi qu'à la All Elite Wrestling.
Elle commence sa carrière à Porto Rico en 2004 avant d'aller aux États-Unis. En 2011, elle participe à l'émission WWE Tough Enough avant d'être engagée par la World Wrestling Entertainment fin 2011. Elle y reste moins d'un an car la WWE met fin à son contrat en août 2012. Elle lutte ensuite dans diverses fédérations notamment à la Shine Wrestling où elle remporte à deux reprises le championnat de la Shine et les championnats par équipes de la Shine avec Mercedes Martinez.
De 2014 à 2019, elle lutte dans la fédération Lucha Underground sous le nom de Ivelisse.

## Jeunesse
Ivelisse Milagro Vélez grandit à Porto Rico. Tous les membres de sa famille sont fans de catch.

## Carrière de catcheuse

### Débuts (2004-2011)
Ivelisse Milagro Vélez commence à s'entraîner pour devenir catcheuse alors qu'elle n'a que 14 ans. Elle apprend le catch auprès de Carlos Colón, Sr et Savio Vega. Elle commence sa carrière à Porto Rico avant d'aller aux États-Unis où elle travaille dans diverses fédérations de l'Illinois.

### World Wrestling Entertainment(2011-2012)
En mars 2011, la World Wrestling Entertainment (WWE) annonce le casting de WWE Tough Enough, une émission pour révéler de nouveaux talents, auquel participe Vélez sous le nom de Juliet the Huntress. Elle se fait éliminer le 10 mai à la suite d'une blessure. En novembre, la WWE l'engage. Elle rejoint la Florida Championship Wrestling (FCW), le club-école de la WWE, et prend le nom de Sofia Cortez. À l'été 2012, la WWE ferme la FCW et envoie ses jeunes catcheurs et catcheuses à la NXT.
La WWE met fin à son contrat le 12 août. Elle considère que la WWE s'est moqué d'elle. Elle pense que Bill DeMott, l'entraîneur de la FCW, est la personne qui a demandé son renvoi,.

### Shine Wrestling(2012-...)

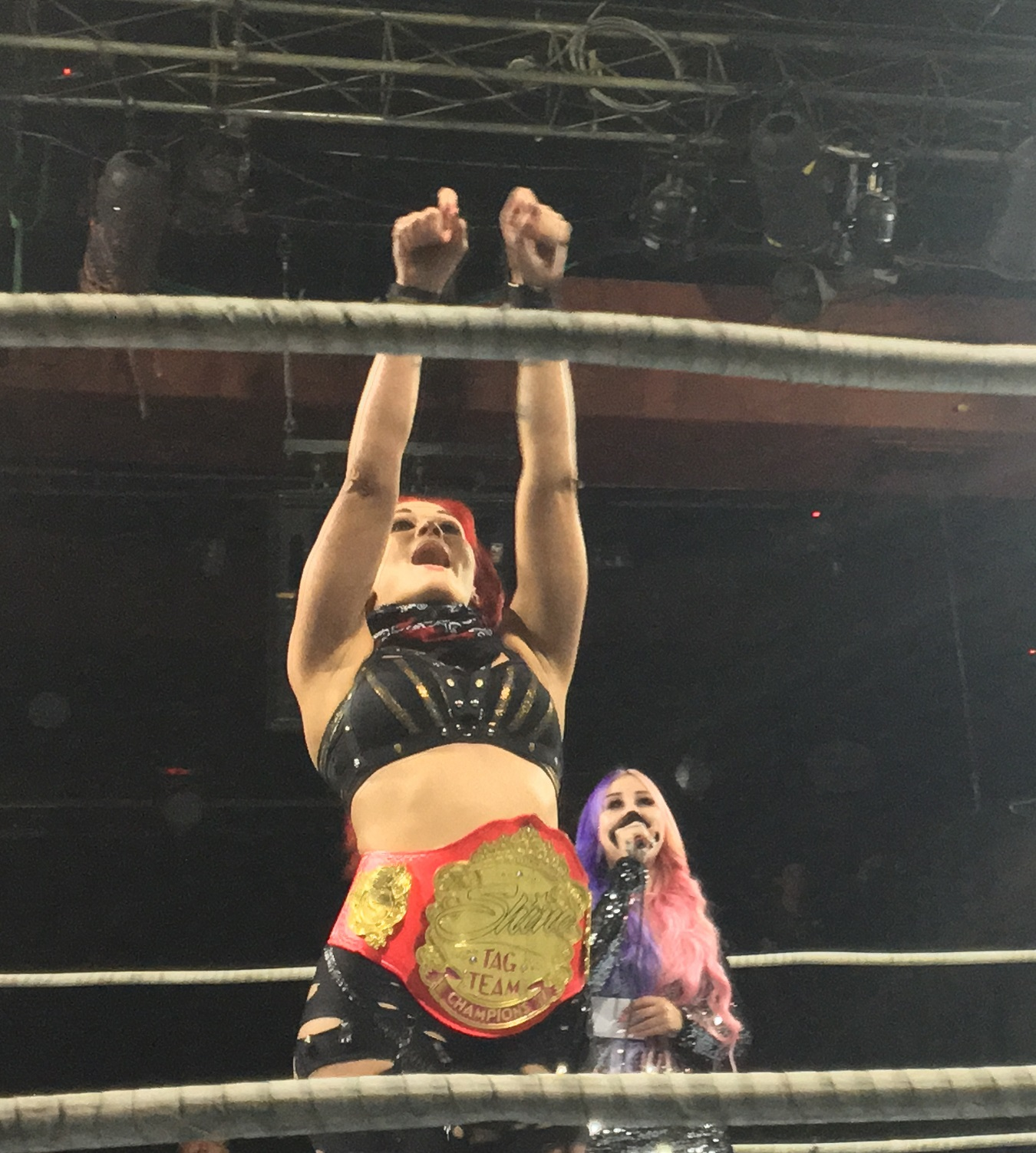
Ivelisse avec la ceinture de championne par équipes de la Shine Wrestling

Vélez commence à travailler pour la Shine Wrestling le 16 novembre 2012 durant SHINE 5 où elle perd face à Athena.
Le 19 avril 2013 au cours de SHINE 9, elle perd un match de qualification pour le tournoi désignant la première championne de la Shine face à Jazz. Ce tournoi commence le 12 juillet à SHINE 11 où Ivelisse obtient sa place pour le premier tour en battant Amazing Kong, Angelina Love et Kimberly. Plus tard, elle élimine Santana Garrett avant d'être éliminée en demi finale par Mia Yim au premier tour. Le 23 août durant SHINE 12, elle participe à un match à trois pour désigner la challenger pour le championnat de la Shine remporté par Jessicka Havok. Le 25 octobre a lieu elle fait équipe avec Allysin Kay et elles perdent un match pour le championnat par équipe de la Shimmer face à Kellie Skater (en) et Tomoka Nakagawa (en).
Le 24 janvier 2014 a lieu SHINE 16 où Ivelisse réussi à vaincre Rain (en) qui est alors la championne de la Shine.

### Lucha Underground (2014-2019)

#### Débuts et double Trios Championship (2014- 2018)
Vélez effectua ses débuts à la Lucha Underground lors de l'épisode du 5 novembre 2014 en perdant aux côtés de Son of Havoc contre Sexy Star et Chavo Guerrero. Le 8 février 2015, Ivelisse, Havoc & Angélico formèrent une alliance. Le trio remporta ensuite le tournoi inaugural déterminant les premiers Lucha Underground Trios Champions. Le 18 février, Ivelisse remporta sa première victoire en solo en battant Angélico. Au cours du règne de Ivelisse, Havoc & Angélico, le trio conserva ses titres contre The Crew (Cortez, Castro & Baez) au cours d'un ladder match le 20 mai, ainsi que contre le trio composé de Cage, DelAvar Daivari et Big Ryck le 3 juin bien que Ivelisse était atteinte d'une blessure au pied. 
Le 29 juin lors de la première partie de Ultima Lucha, ils perdent leurs titres contre The Disciples of Death (Barrio Negro, Trece and El Sinestro de la Muerte) à la suite d'une intervention de Catrina.
Le 27 janvier 2016 lors du premier épisode de la deuxième saison de Lucha Underground, Ivelisse bat Son of Havoc & Angélico au cours d'un triple threat match et obtient un match pour le championnat majeur de la Lucha Underground. Elle échoua à remporter le titre face à Mil Muertes. Lors de Ultima Lucha Dos Part 3, Catrina lui coûta la victoire au cours de son match face à Taya et lui porta son Lick of Death après le match. Lors du premier épisode de la troisième saison de Lucha Underground, Ivelisse lança un défi à Catrina pour un match à Ultima Lucha Tres. Lors de la deuxième partie de Ultima Lucha Tres, Ivelisse parvint à battre Catrina par tombé.
Lors de la saison 4 de Lucha Underground, Ivelisse forgea une alliance avec XO Lishus & Sammy Guevarra. Le trio ne parvint pas à remporter les Trios Championships lors de Ultima Lucha Cuatro Part 1 au cours d'un Trios Elimination match au profit de The Reptile Tribe (Kobra Moon, Jeremiah Snake et Daga). Ce match impliquait aussi The Rabbit Tribe (The White Rabbit, El Bunny & Paul London).

#### Départ (2019)
En janvier 2019, Ivelisse essaya d'obtenir sa libération de contrat, ce qu'elle demanda depuis plus d'un an, cependant la fédération refusa voulant la faire apparaître lors d'une nouvelle saison. Elle obtint sa libération de contrat le 26 mars 2019.

### All Elite Wrestling (2019-...)
Le 31 août 2019, elle participa à la Casino battle royale du pay-per view All Out mais ne remporta pas le match au profit de Nyla Rose.

#### Alliance avec Diamanté (2020-...)
Elle effectua son retour à la AEW le 21 juillet à Dynamite, perdant face à Diamanté. Le 10 août, elle s'allia à Diamanté pour participer au tournoi par équipes féminines, battant Rachael Ellering et Dasha Gonzalez lors du premier tour. Le 17 août, elles passent le deuxième tour en battant Anna Jay & Tay Conti, et remportent le tournoi le 22 août en finale du tournoi en battant The Nightmare Sisters.

## Palmarès
- All Elite Wrestling
  - AEW Women's Tag Team Cup Tournament avec Diamante
- Family Wrestling Entertainment (FWE)
  - 1 fois championne féminine de la FWE[22]
- Lucha Underground
  - 2 fois championne des trios de la Lucha Underground avec Angélico et Son of Havoc[23]
  - Tournoi pour désigner les premiers champions des trios de la Lucha Underground[24]
- Pro Championship Wrestling
  - 2 fois PCW Women's Championship
- Pro Wrestling Revolution (PWR)
  - 1 fois championne du monde féminine de la PWR[25]
- Shine Wrestling
  - 2 fois championne de la Shine[26]
  - 1 fois championne par équipes de la Shine avec Mercedes Martinez[27]
- Wrestling Superstar
  - 1 fois championne féminine de la Wrestling Superstar (actuelle)[28]
- World Wrestling League (en) (WWL)
  - 1 fois championne des déesses de la WWL[29]
- Autres titres
  - 3 fois VWAA Women's Championship

## Récompenses des magazines
- Pro Wrestling Illustrated

| Année | 2014 | 2015 | 2016 | 2017        | 2018 | 2019        | 2020 | 2021 | 2022 | 2023        | 2024 |
| ----- | ---- | ---- | ---- | ----------- | ---- | ----------- | ---- | ---- | ---- | ----------- | ---- |
| Rang  | 7    | 25   | 11   | Non classée | 59   | Non classée | 31   | 132  | 114  | Non classée | 189  |